# 毛氏豊見城殿内
毛氏 豊見城殿内（もううじ とみぐすくどぅんち）は、唐名・毛国鼎、中城按司護佐丸盛春を元祖とする琉球王国の士族（首里士族）。五大姓（五大名門）の一つ、毛氏豊見城の大宗家（本家）。代々豊見城間切（現・豊見城市）の総地頭を務めた琉球王国の大名。名乗頭は「盛」。

## 概要

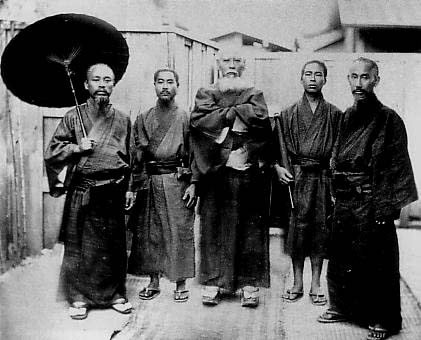
十六世・豊見城盛綱（中央）

一世・護佐丸の先祖は、伝承によれば、北山王怕尼芝によって滅ぼされた先今帰仁按司だという。護佐丸は尚巴志とともに怕尼芝王統を滅ぼし、先祖の仇を討った。また、座喜味城や中城城を築き、中城按司を称したが、勝連按司阿麻和利によって滅ばされた。
二世・盛親は尚真王に抜擢されて、豊見城間切の総地頭職に就いた。以後、歴代当主は代々豊見城間切を領した。五世・盛続は謝名一族の謀反の際、討伐で功績があった。七世・盛常は明へ慶賀正使として赴くも、清に世替わり、さらに帰路で山賊に阻まれるなどして過労で客死。十世・盛邑は琉球人が絹織を密売したのを謝罪するために、使者として薩摩へ赴く途中の洋上で遭難死。妻は尚益王次女・思真鶴金。十一世・盛幸の後妻は、玉城親方朝薫の四女・思武太。
豊見城殿内の門中は五大姓（五大名門）の一つとして、多数の三司官を出すなど、大いに繁栄した。門中の家譜数は111冊と最多。

## 系譜
- 一世・中城按司護佐丸盛春
- 二世・豊見城親方盛親
- 三世・毛実・豊見城親方盛庸
- 四世・豊見城親方盛章
- 五世・毛継祖・豊見城親方盛続
- 六世・毛泰運・豊見城親方盛良
- 七世・毛泰久・豊見城親方盛常
- 八世・豊見城親方盛定
- 九世・豊見城親雲上盛治
- 十世・豊見嶺親雲上盛邑
- 十一世・豊見嶺親方盛幸
- 十二世・豊見城親雲上盛式
- 十三世・毛邦秀・豊見城親方盛昌
- 十四世・豊見城親方盛宣（盛政）
- 十五世・豊世城親雲上盛方
- 十六世・毛台光・豊見城親方盛綱
- 十七世・豊見城里主盛和

※豊見城御殿の当主が王子に昇った場合、同一家名を避けて豊見嶺等に改名した。

## 主な門中
- 毛氏豊見城殿内（元祖・毛国鼎、中城按司護佐丸盛春）
  - 毛氏冨川殿内（系祖・毛聖瑞、阿波根親方盛秀。二世豊見城親方盛親次男）
    - 毛氏崎原家（系祖・毛振薇、上江洌親雲上盛相。冨川殿内五世読谷山親方盛韶長男）
    - 毛氏仲本家（系祖・毛為憲、今帰仁親雲上盛方。冨川殿内五世読谷山親方盛韶三男）
    - 毛氏津波古家（系祖・毛紹賢、読谷山親雲上盛興。冨川殿内五世読谷山親方盛韶四男）

  - 毛氏上里殿内（系祖・毛文英、沢岻親方盛里。二世豊見城親方盛親三男）
    - 毛氏亀川殿内（系祖・毛光国、江田親雲上盛常。上里殿内八世嘉陽親雲上盛備次男）
      - 毛氏喜舎場家（系祖・毛維新、武嶋親方盛恕。十世亀川親方盛方四男）
      - 毛氏古堅家（系祖・毛維幹、平安名親雲上盛秀。十世亀川親方盛方五男[1]）

  - 毛氏座喜味殿内（系祖・毛泰時、読谷山親方盛泰。五世豊見城親方盛続次男）
  - 毛氏伊野波殿内（系祖・毛泰永、伊野波親方盛紀。六世豊見城親方盛良次男）
    - 毛氏国頭殿内（系祖・毛起竜、識名親方盛命。七世伊野波親方盛紀三男）
    - 毛氏盛嶋殿内（系祖・毛邦秀、具志川親方盛昌。七世伊野波親方盛紀四男）
    - 毛氏山内殿内（系祖・毛延器、山内親方盛方。九世伊野波親雲上盛忠次男）

  - 毛氏勝連殿内（系祖・毛泰英、保栄茂親雲上盛元。六世豊見城親方盛良三男）
  - 毛氏平安名家（系祖・毛績明、波平親方盛敷。十世豊見城親雲上盛邑次男）

- -     - 毛氏浜元家（系祖・毛文光、許田親雲上盛文。七世小祿親方盛代次男）
      - 毛氏安良城家（系祖・毛延器、豊見城親方盛昌。八世小祿親方盛聖三男）

    - 毛氏野原家（系祖・毛文隆、小祿里之子親雲上盛商。七世小祿親方盛代三男）
    - 毛氏喜友名家（系祖・毛文煌、小祿里之子親雲上盛復。七世小祿親方盛代四男）
    - 毛氏我謝家（系祖・毛有彩、運天親雲上盛憑。八世真壁親雲上盛有長男）
    - 毛氏兼本家（系祖・毛思哲、渡嘉敷親方盛憲。九世運天親雲上盛憑三男）
    - 毛氏徳永家（系祖・毛虞輔、徳永親雲上盛祐。九世新崎親雲上盛亮三男）
    - 毛氏喜屋武家（系祖・毛成文、喜屋武里之子親雲上盛精。九世喜屋武里之子親雲上盛成次男）
    - 毛氏大城家（系祖・毛成胤、大城里之子親雲上盛明。十一世大城親方盛泰次男）
    - 毛氏喜舎場家（系祖・毛嘉瑞、喜舎場里之子親雲上盛冨。十二世喜舎場親方盛元次男）